# توپ خودکششی

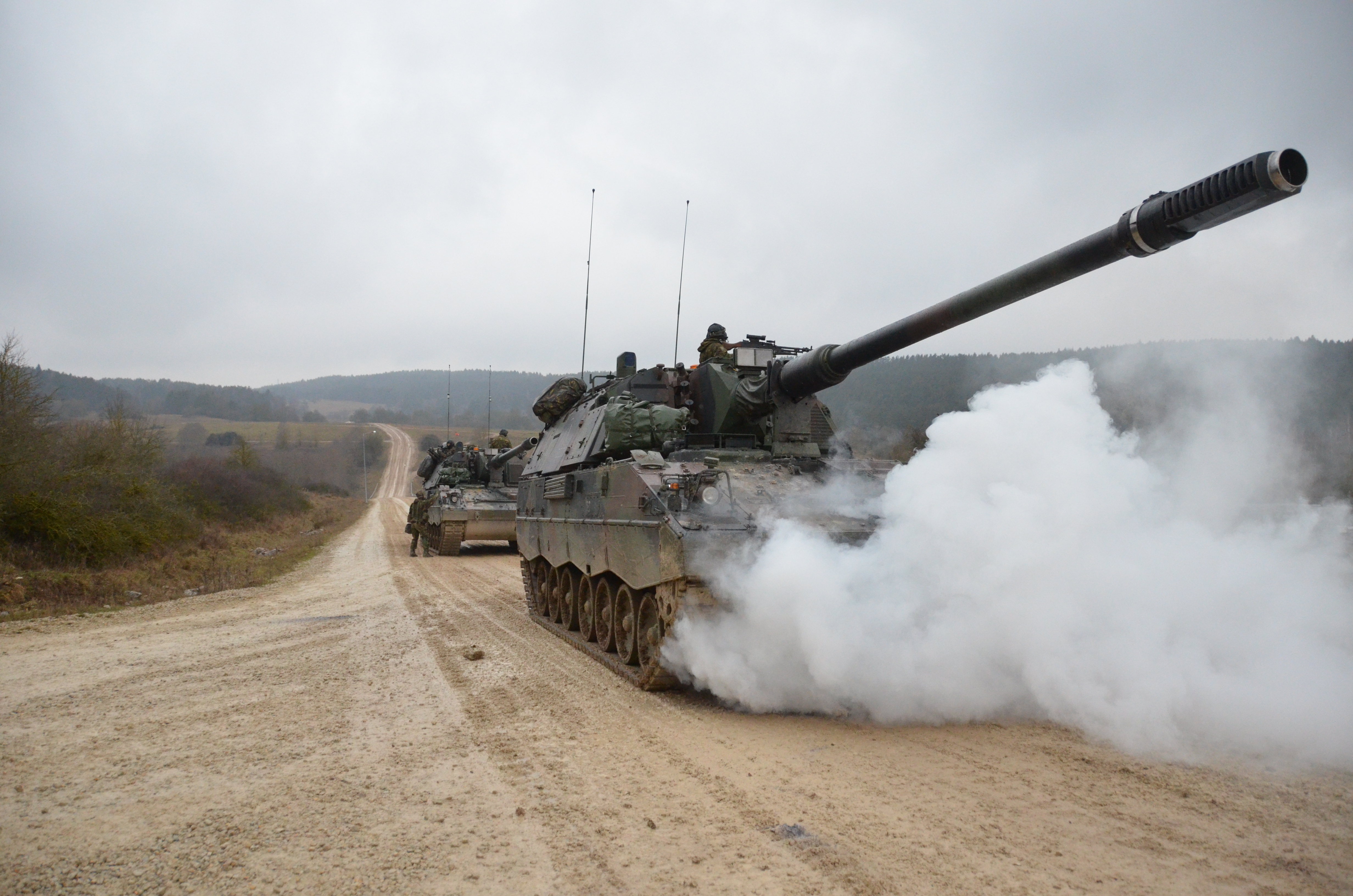
توپ‌های آلمانی Panzerhaubitze 2000 که توسط راین‌متال و کراوس‌مافای وگمان طراحی و ساخته شده‌اند.

توپ خودکششی یا خودرو نوعی توپ جنگی است که از یک سامانه خودرو اختصاصی برای حرکت استفاده می‌کند و برای جابجایی به خودروی دیگری نیاز ندارد. برخلاف توپ‌های کششی که برای حرکت به یک خودروی کشنده دیگر وابسته‌اند. این سامانه خودرو معمولاً زره‌پوش است و به تانک شباهت دارد، اما تفاوت آن با تانک این است که برعکس تانک برای رویارویی مستقیم با دشمن طراحی نشده‌است.
نیاز به چنین توپی در جنگ جهانی اول احساس شد و نخستین تانک‌ها در واقع توپ خودکششی تهاجمی برای آتش مستقیم بودند. در همین جنگ مشخص شد که توپخانه‌ها برای آتش غیرمستقیم هم به قابلیت خودکششی نیاز دارند تا قدرت خود را در جنگ‌های غافلگیرانه و دشت‌های ناهموار حفظ کنند.

## تاریخچه

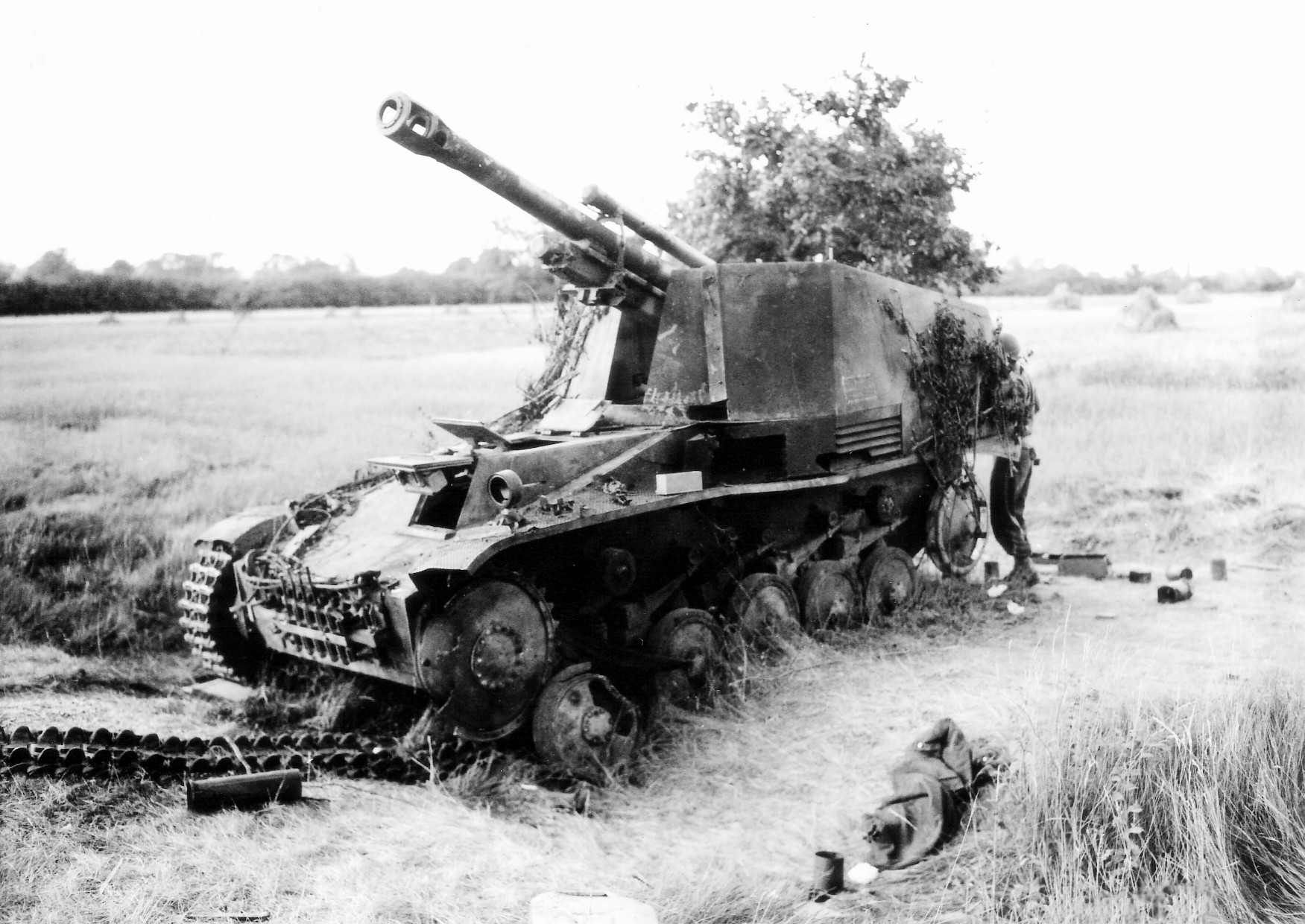
توپ آلمانی وسپه در جنگ جهانی دوم

نخستین توپ خودکششی انگلیسی یک تانک آزمایشی در ژانویه ۱۹۱۷ بود که از شاسی تانک و یک توپ ۶ اینچی (کالیبر ۲۰۳) استفاده می‌کرد. در جنگ جهانی اول فرانسوی‌ها هم یک توپ ۲۲۰ میلی‌متری را بر روی بدنه تانک سبک رنو اف‌تی نصب کردند.

پس از جنگ تردیدهایی در مورد سودمندی توپ‌های خودکششی مطرح شده و جلوی تولید آن‌ها را گرفت. گرچه ژنرال ناظر توپخانه فرانسه پیشنهاد داده بود که تمام توپ‌های متوسط و سنگین این ارتش خودکششی باشند اما بیشتر نظامیان با وی مخالف بودند و این طرح انجام نشد. در آمریکا هم طرح تولید توپ خودکششی در سال ۱۹۲۲ متوقف شد و بریتانیایی‌ها هم اگرچه یک توپ ۱۸ پوندی را در سال ۱۹۲۵ آزمایش کردند اما نظریهٔ غالب در میان آن‌ها مخالفت با چنین توپ‌هایی بود. مهمترین دلیل مخالفت‌ها به مسئله چگونگی حمل‌ونقل مهمات این توپ‌ها آن هم در یک نبرد پرسرعت تانک‌ها مربوط می‌شد. این نظریه هم مطرح بود که با افزایش قدرت آتش تانک‌ها، آن‌ها دیگر نیازی به حمایت توپخانه ندارند.

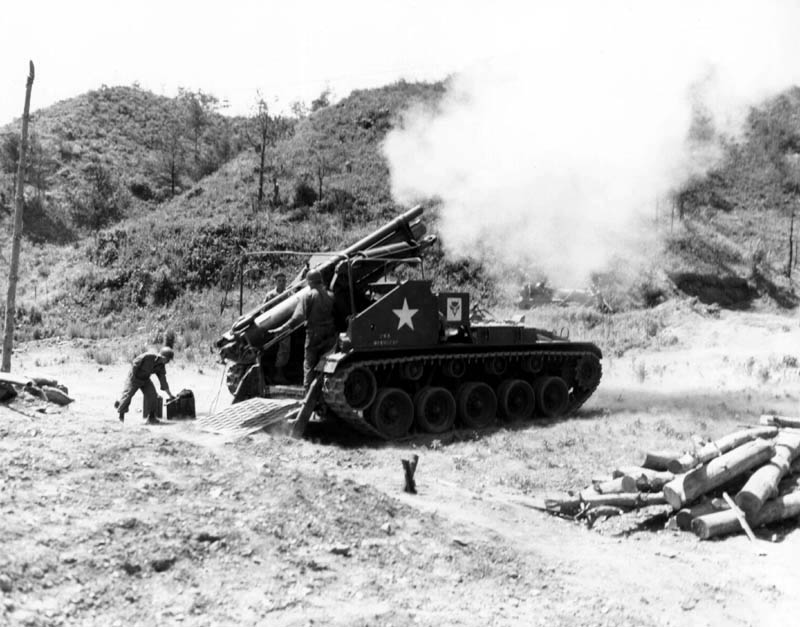
توپ خودکششی ۱۵۵ م‌م آمریکایی در جنگ کره

به این ترتیب اکثر کشورها از جمله انگلستان و فرانسه جنگ جهانی دوم را بدون توپ خودکششی آغاز کردند اما تجربه جنگ بلافاصله تصورات را تغییر داد. بلافاصله نیاز به چنین توپ‌هایی احساس شده و آن‌ها وارد میدان نبرد شدند. این توپ‌های خودکششی شامل توپ‌های تهاجمی، ضد زره، صحرایی، هویتزر و ضدهوایی می‌شدند که کشورهای مختلف از جمله انگلیس، آمریکا، آلمان و شوروی به آن‌ها روی آوردند. در شوروی توپخانه خودکششی یکی از بخش‌های اصلی استراتژی جنگی آن‌ها بود که بر مبنای تهاجم واحدهای زرهی استوار شده بود و این توپ‌ها به جای اینکه بخشی از توپخانه باشند معمولاً زیر فرماندهی نیروهای تانک قرار داشتند.
از دهه ۱۹۶۰ وظیفهٔ شکار تانک‌ها در بیشتر ارتش‌ها به تانک‌ها واگذار شد با این حال توپ‌های خودکششی همچنان در توپخانه‌های صحرایی استفاده می‌شوند چراکه قابلیت بالای حفاظتی و توانایی حرکت در خارج از جاده آن‌ها (در مقایسه با توپ‌های کششی) مناسب جنگ‌های زرهی مدرن است. شوروی‌ها یک خانوادهٔ جامع از توپ‌های خودکششی را در دههٔ ۱۹۷۰ تولید کردند که شامل توپ‌های ۱۲۲ م‌م ۲اس۱ و ۱۵۲ م‌م ۲اس۵ می‌شد. توپ خودکششی آمریکایی ۱۵۵ م‌م ام۱۰۹ نیز از اواسط دهه ۱۹۶۰ به مدت حدود ۳۰ سال توپ اصلی کشورهای عضو ناتو بود. امروزه این توپ‌ها در حال جایگزینی با توپ‌های مدرن‌تری هستند که از قابلیت‌های ناوبری خودکار، گلوله‌گذاری اتوماتیک، شلیک رگبار و قدرت حفاظتی بیشتر برخوردارند.